# Billbergia chlorostica
Billbergia chlorostica är en gräsväxtart som beskrevs av Saunders. Billbergia chlorostica ingår i släktet Billbergia och familjen Bromeliaceae. Inga underarter finns listade i Catalogue of Life.